# Caledonia (Racine County, Wisconsin)
Caledonia ist ein Ort im US-Bundesstaat Wisconsin im Bezirk Racine County. Das U.S. Census Bureau ermittelte bei der Volkszählung 2020 eine Einwohnerzahl von 25.361.

## Geographie
Die Gemeinde Caledonia liegt in der Nähe von Racine nahe dem Michigansee. Die Koordinaten sind 42,807778°N, 87,924167°W. Die Stadt hat eine Fläche von 117,66 km².
Caledonia liegt zwischen den Großstädten Chicago und Milwaukee und zudem in der Metropolregion Milwaukee.

## Geschichte
Caledonia entstand aus den früheren Städten Franksville, Thompsonville und Kilbornville. Die älteste Kirche in Caledonia, die St. Louis Church, wurde 1903 errichtet.

## Infrastruktur
Caledonia liegt nahe der Interstate 94 und der Interstate 43 sowie in der Nähe der Internationalen Flughäfen in Milwaukee und Chicago. Einige kleinere lokale Flughäfen wie der Batten International Airport sind in der näheren Umgebung.
Caledonia ist mit der Caledonia Substation an den öffentlichen Nahverkehr angebunden.

## Sehenswürdigkeiten und Erholung
In Caledonia gibt es einige Parks, wie z. B. den Johnson Dog Park oder den Amstrong Park.